# Малый Сен-Бернар
Ма́лый Сен-Берна́р (фр. Col du Petit Saint-Bernard, итал. Colle del Piccolo San Bernardo) — перевал в Западных Альпах, на границе Франции и Италии. Получил своё название в честь Святого Бернарда из Ментона.
Перевал расположен у северных отрогов Грайских Альп. Высота его достигает 2188 м. Через перевал проходит шоссе, которое соединяют долины рек Изер (Франция) и Дора-Бальтеа (Италия).
Перевал с давних времен имел большое значение для сообщения между городами Европы. На перевале ещё сохранились древние кромлехи, сооружение которых относится ко времени неолита. 
Во времена Римской империи в 45 году до нашей эры по приказу Юлия Цезаря через перевал была проложена дорога, связывающая Милан и Вьен.
В XI веке Святой Бернард из Ментона основал на перевале хоспис, предоставляя в нём для путников защиту от разбойников и от непогоды.